# Wampir Armand
Wampir Armand (tytuł oryg. The Vampire Armand) – szósty tom cyklu Kroniki wampirów amerykańskiej pisarki Anne Rice.
Tom ten przedstawia burzliwe dzieje wampira Armanda, wiecznie młodego krwiopijcy o twarzy cherubina, znanego także z Wywiadu z Wampirem. Rozpoczynają się one na Rusi Kijowskiej, wiodą przez państwo Mongołów i tatarską niewolę do Konstantynopola i Wenecji, gdzie Armand spotyka wampira Mariusa, za którego sprawą młodzieniec kosztuje krwi i przemienia się w kolejnego wampira. Jednak w Nowym Orleanie Armand musi wybierać między perspektywą nieśmiertelności a zbawieniem własnej duszy.